# ماهی شلج
ماهی شلج (نام علمی: Leuciscus vorax) نام یک گونه از سرده سرمخروطی‌ها و از خانواده کپورماهیان است. این ماهی در هورالعظیم خوزستان فراوان یافت می‌شود که صید آن بیشتر توسط لنسر و طعمه مصنوعی انجام می‌شود. این ماهی تهاجمی بوده و به طعمه‌های مصنوعی واکنش خوبی نشان می‌دهد. ماهی شلج خار بسیاری داشته اما خواص بسیاری خصوصاً برای افزایش شیر برای زنان شیرده دارد. سرعت رشد این ماهی زیاد است به طوری که در صورت عدم صید گاهی به پانزده کیلوگرم نیز می‌رسد.